# کیت زیبا
کیت زیبا (به انگلیسی: Beautiful Kate) فیلمی محصول سال ۲۰۰۹ و به کارگردانی راشل وارد است. در این فیلم بازیگرانی همچون بن مندلسون، برایان براون، میو درمودی، سوفی لوو و ریچل گریفیتس ایفای نقش کرده‌اند.